# جذام شبه درني حدي
الجذام شبه الدرني الحدي هو حالة جلدية شبيهة بالجذام شبه الدرني باستثناء أن الآفات الجلدية أصغر حجما وأكثر عددا.